# Xylota subfasciata
Xylota subfasciata är en tvåvingeart som beskrevs av Friedrich Hermann Loew 1866. Xylota subfasciata ingår i släktet vedblomflugor, och familjen blomflugor. Inga underarter finns listade i Catalogue of Life.